# Combo 8
Combo 8 var ett jazzrockband som bildades i Göteborg 1972.
Combo 8 bildades av trummisen Torbjörn Johansson och var ursprungligen ett 20-mannaband. När bandets album Vibrationer (LIM LP 7601) utkom 1976 hade dock antalet medlemmar minskats till sex. De övriga medverkande på albumet var Lennart Johansson (trumpet), Ture Hultgren (trumpet), Janne Wiklund (saxofon), Björn Hallberg (gitarr, flöjt) och Ulf Mårtensson (bas).